# Bonyha
Bonyha (1898-ig Szászbonyha, románul Bahnea, németül Bachnen, szászul Bahnen) falu Romániában Maros megyében; Bonyha község központja.

## Fekvése
Dicsőszentmártontól 16 km-re északkeletre a Kis-Küküllő bal partján, a Jövedicsi- és a Kundi-patak torkolata közelében fekszik.

## Nevének eredete
Neve ősi magyar személynévből való, valószínűleg első birtokosáról nevezték el.

## Története
Már Anonymus is említi, mint Szent István-kori falut. Először 1291-ben Bahna alakban említik. 1330-ban már egyházas hely, várkastélyát először 1495-ben említik. A Bethlen család kedvenc tartózkodási helye, 1545-ben Bethlen Farkas alakította át. 1709-ben Acton tábornok ide menekült a kurucok elől, akik ostrommal foglalták el. A kastélyban született 1700-ban Árva Bethlen Kata emlékíró. A faluban régebben egy 1675-ben épült másik kastély is állott, melyet a 30-as években lebontottak.
A település a környék gazdasági központja vásárjoggal, szolgáltató egységekkel. 1910-ben 1318, többségben magyar lakosa volt, jelentős román kisebbséggel. A trianoni békeszerződésig Kis-Küküllő vármegye Dicsőszentmártoni járásához tartozott.
1992-ben 1850 lakosából 715 magyar, 647 román, 484 cigány, közülük 972 ortodox, 716 református volt.

## Látnivalók

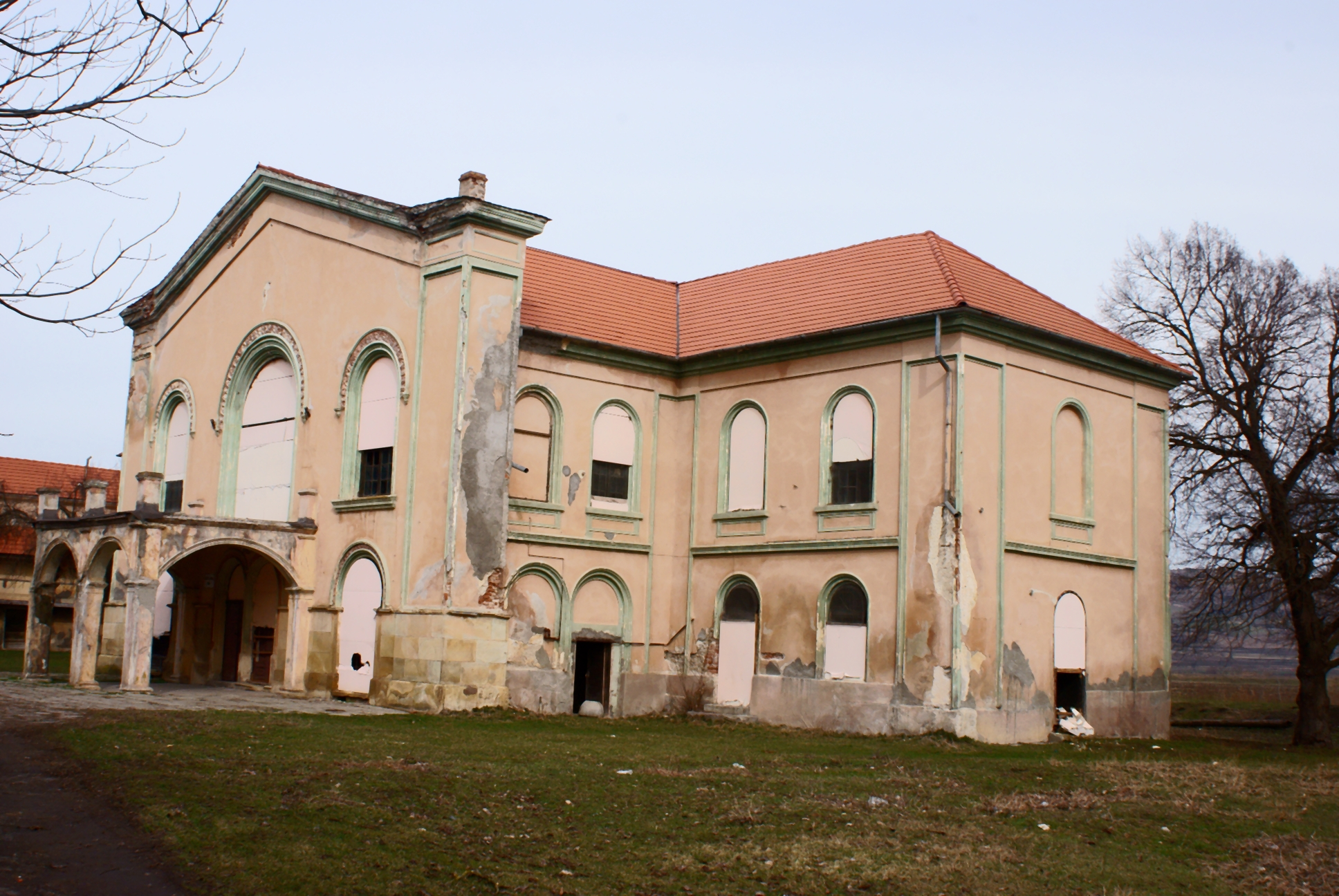
Ami a Bethlen-kastélyból fennmaradt

- A faluban áll a 16. századi négy saroktornyos Bethlen-kastély. 1944-ben az omladozó falak nagy részét a lakosság lebontotta.
- A református templom a 15. század elején épült, ezenkívül még három temploma van.

## Képgaléria
- Képek a bonyhai Bethlen-kastélyról a www.erdely-szep.hu honlapon